# Ale jazz!
Ale jazz! – singel polskiej piosenkarki Sanah i polskiego piosenkarza Vito Bambino. Utwór pochodzi z drugiego albumu studyjnego Sanah, Irenka. Singel został wydany 14 stycznia 2021. Utwór napisali i skomponowali Zuzanna Jurczak, Mateusz Dopieralski, Magdalena Wójcik i Jakub Galiński.
Kompozycja znalazła się na 1. miejscu listy AirPlay – Top, najczęściej odtwarzanych utworów w polskich rozgłośniach radiowych. Nagranie otrzymało w Polsce status podwójnie diamentowego singla, przekraczając liczbę 500 tysięcy sprzedanych kopii.

## Geneza utworu i historia wydania
Piosenka została napisana i skomponowana przez Zuzannę Jurczak, Mateusza Dopieralskiego, Magdalenę Wójcik i Jakuba Galińskiego.
Singel ukazał się w formacie digital download 14 stycznia 2021 w Polsce za pośrednictwem wytwórni płytowej Magic Records w dystrybucji Universal Music Polska. Piosenka została umieszczona na drugim albumie studyjnym Sanah – Irenka.
16 stycznia 2021 utwór został zaprezentowany telewidzom stacji TVN w programie Dzień dobry TVN. 9 lutego wykonali piosenkę podczas gali Bestsellery Empiku 2020. Kilka dni później piosenkarka wykonała singel w ramach imprezy „Koncert studniówkowy”, którą zorganizowało radio RMF FM.
Utwór znalazł się na kilkunastu polskich składankach m.in. Hity na czasie: Wiosna 2021 (wydana 26 marca 2021) i Bravo Hits: Wiosna 2021 (wydana 26 marca 2021).

## „Ale jazz!” w stacjach radiowych
Nagranie było notowane na 1. miejscu w zestawieniu AirPlay – Top, najczęściej odtwarzanych utworów w polskich rozgłośniach radiowych.

## Teledysk
Do utworu powstał teledysk zrealizowany przez The Dreams Studio, który udostępniono w dniu premiery singla za pośrednictwem serwisu YouTube. Klip nakręcony został w warszawskim Studio Buffo z dużą ilością statystów, w tym muzyków towarzyszących piosenkarce na koncertach oraz dziecięcego zespołu tanecznego. 
Wideo znalazło się na 1. miejscu na liście najczęściej odtwarzanych teledysków przez telewizyjne stacje muzyczne.

## Wykorzystanie utworu
W marcu 2021 fragment kompozycji wykorzystany został w reklamie SmartDom Cyfrowego Polsatu, nagranej z udziałem Sanah i Antoniego Królikowskiego. We wrześniu 2022 razem z Dawidem Podsiadło wzięła udział w reklamie Crédit Agricole, gdzie można usłyszeć piosenkę. 

## Lista utworów
- Digital download[2]

1. „Ale jazz!” – 3:07

## Notowania
| Kraj   | Lista (2023)             | Najwyższa pozycja |
| ------ | ------------------------ | ----------------- |
| Polska | OLiS – single w streamie | 81                |

| Kraj   | Lista (2021)      | Najwyższa pozycja |
| ------ | ----------------- | ----------------- |
| Polska | AirPlay – Top     | 1                 |
| Polska | AirPlay – Nowości | 1                 |
| Polska | AirPlay – TV      | 1                 |

| Kraj   | Lista (2021)  | Pozycja |
| ------ | ------------- | ------- |
| Polska | AirPlay – Top | 3       |

## Certyfikaty
| Kraj          | Certyfikat          | Sprzedaż |
| ------------- | ------------------- | -------- |
| Polska (ZPAV) | 2× diamentowa płyta | 500 000+ |

## Wyróżnienia
| Rok  | Konkurs                  | Kategoria                   | Rezultat   |
| ---- | ------------------------ | --------------------------- | ---------- |
| 2021 | Gorąca 100               | 100 największych hitów 2021 | 1. miejsce |
| 2021 | Przebój roku RMF FM 2021 | Przebój roku                | 3. miejsce |
| 2022 | Bestsellery Empiku 2021  | Streaming                   | Nominacja  |

## Heal Me
Heal Me – singel promocyjny polskiej piosenkarki Sanah. Piosenka została wydana z dwóch utworów, oryginału i remiksu w wykonaniu niemieckich DJ-ów Lizot. Singel został wydany 23 kwietnia 2021. Utwór jest angielską wersją singla „Ale jazz!”.

### Geneza utworu i historia wydania
Piosenka została napisana i skomponowana przez Zuzannę Jurczak, Jakuba Galińskiego i Maxa Kleinschmidta.
Singel ukazał się w formacie digital download 23 kwietnia 2021 w Polsce za pośrednictwem wytwórni płytowej Magic Records w dystrybucji Universal Music Polska.

### Teledysk
Do utworu powstał teledysk zrealizowany przez The Dreams Studio, który udostępniono w dniu premiery singla za pośrednictwem serwisu YouTube. Wydano również wideo do wersji Lizot

### Lista utworów
- Digital download[24]

1. „Heal Me” (Lizot Edit) – 2:26
2. „Heal Me” – 3:07